# Eplingiella
Eplingiella é um género de plantas com flores pertencentes à família Lamiaceae.
A sua distribuição nativa é o Leste do Brasil.
Espécies:
- Eplingiella brightoniae Harley
- Eplingiella cuniloides (Epling) Harley & J.F.B.Pastore
- Eplingiella fruticosa (Salzm. ex Benth.) Harley & J.F.B.Pastore